# گودلوو ویلکیه
گودلوو ویلکیه (به لاتین: Godlewo Wielkie) یک روستا در لهستان است که در گمینا نور واقع شده‌است.